# 一ツ橋ノート
一ツ橋ノート株式会社 （ひとツばしノート） は東京都北区西が丘にある文具メーカー。ノートブック、ルーズリーフ関連商品、手帳などを手がける。ブランド名は「Lucky （ラッキー）」。

## 主な商品
- ルーズリーフ
- レポート用紙
- ノートブック
- カバーノート
- ダイアリー
- 手帳
- スクラップブック
- 情報カード